# Christian Jachs
Christian Jachs (25. září 1966 Linec – 16. srpna 2016) byl rakouský politik Rakouské lidové strany (ÖVP). Jachs byl od května 2007 až do smrti starosta Freistadtu a od roku 2011 do roku 2015 člen druhé komory rakouského parlamentu.
Do roku 1993 studoval právo na univerzitě v Linci. Po absolutoriu se stal pracovníkem úřadu hornorakouské vlády a tajemníkem rady Leopolda Hofingera. V roce 1997 se stal sekretářem parlamentního klubu ÖVP a v roce 2001 se stal ředitelem klubu. V roce 2007 úspěšně kandidoval na místo starosty města Freistadt; úřad držel až do své smrti v roce 2016. Od roku 2009 byl Jachs členem dozorčí rady Oberösterreichische Versicherung. Dne 7. dubna 2011 složil přísahu jako člen Spolkové rady. Ve Spolkové radě byl místopředsedou Výboru pro vědu a výzkum od července do října 2015. Po parlamentních volbách v Horním Rakousku v roce 2015, během nichž ÖVP utrpěla těžké ztráty, opustil Spolkovou radu.
V noci dne 17. srpna 2016 Christian Jachs, který byl ženatý a otcem dvou dětí, podlehl rakovině.